# Mikołaj z Ryńska
Mikołaj z Ryńska, Mikołaj Ryński, łac. Nicolas von Renis (ur. ok. 1360 w Ryńsku, zm. maj 1411 w Grudziądzu) – chorąży ziemi chełmińskiej, jeden z założycieli i przywódców Związku Jaszczurczego.

## Życiorys
24 lutego 1397 wraz z bratem Janem z Pułkowa założył Związek Jaszczurczy.
Aż do 1410 był lojalnym poddanym wielkiego mistrza, uczestniczył m.in. w wyprawie na Żmudź w 1402, wyprawie na Gotlandię w 1404, a także w zajęciu ziemi dobrzyńskiej w pierwszej fazie tzw. wielkiej wojny w sierpniu 1409.

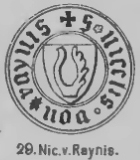
Wizerunek pieczęci Mikołaja z Ryńska

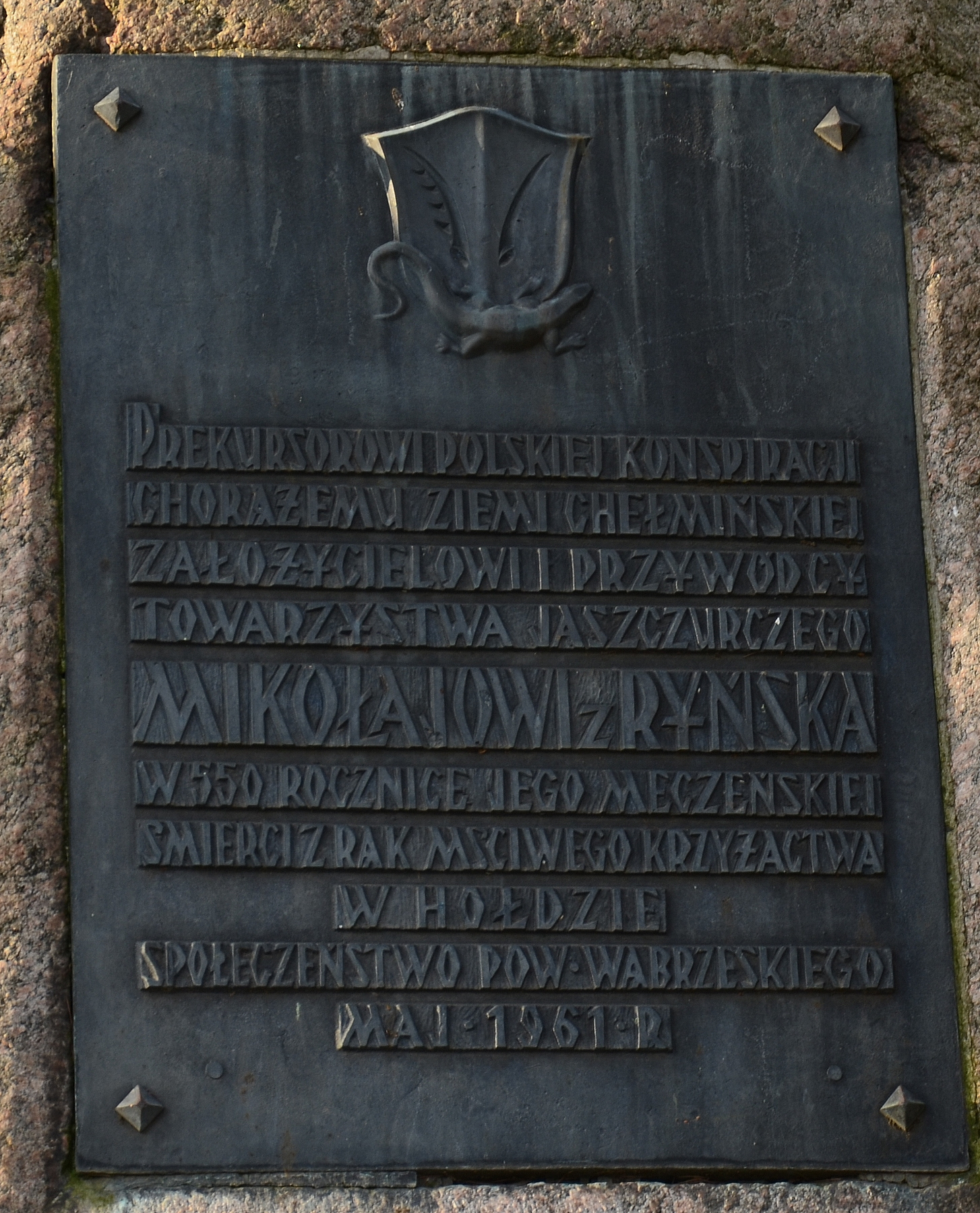
Ryńsk, tablica pamiątkowa

W bitwie grunwaldzkiej stojąc na czele chorągwi rycerstwa chełmińskiego postanowił wycofać się z bitwy, miało to miejsce po śmierci Ulricha von Jungingena i wycofaniu się kilku chorągwi krzyżackich. Po bitwie trafił w niewolę, ale został zwolniony pod przysięgą, że stawi się na późniejsze żądanie króla polskiego. Zachowanie Mikołaja budzi wiele kontrowersji, podczas bitwy z pewnością walczył po stronie krzyżackiej, natomiast po niej opowiadał się po stronie polskiej. Nie potwierdzono czy jego postawa i wycofanie się wpłynęło na ostateczną klęskę strony krzyżackiej, ale mogło mieć wpływ na załamanie się pozostałych chorągwi. Zakon krzyżacki uznał go za zdrajcę i 9 października zajął Ryńsk. W związku z pościgiem krzyżackim w październiku 1410 roku schronił się na zamku biskupa Jana Kropidło w Ciechocinie nad Drwęcą.
W maju 1411 został zaproszony na zamek w Lipienku koło Chełmna, gdzie mimo posiadanego listu żelaznego oraz wbrew ustaleniom pokoju toruńskiego, który zakazywał ścigania osób uznanych przez strony za zdrajców, został podstępnie uwięziony przez wójta Heinricha Holta. Po czterech dniach został ścięty na rynku w Grudziądzu. Krzyżacy wymordowali też jego męskich potomków, łącznie z dziećmi.
Jego imieniem nazwano ulice m.in. w Kowalewie Pomorskim, Bydgoszczy, Wąbrzeźnie i Grudziądzu.